# Kengyelizom

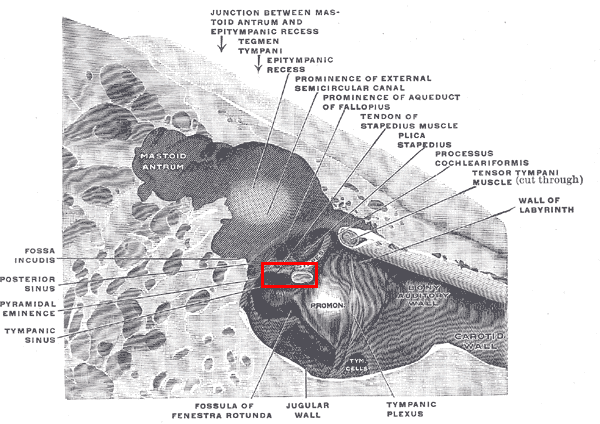
A középfül (a piros téglalap jelöli az izmot)

A kengyelizom (latinul musculus stapedius) egy apró izom az ember fülében. A hossza épp hogy csak 1mm felett van.

## Eredés, tapadás, elhelyezkedés
A eminentia pyramidalis-ból ered és a kengyel (stapes) nyakán tapad.

## Funkció
Stabilizálja a kengyelt. 

## Beidegzés, vérellátás
A nervus facialis idegzi be. A ramus stapedius arteriae auricularis posterioris látja el vérrel.

## Külső hivatkozások
- Leírás Archiválva 2008. október 13-i dátummal a Wayback Machine-ben
- Kép, leírás
- Leírás
- Fül-orr-gége